# Seongnan hwangso
Seongnan hwangso (títol original en coreà, 성난황소; distribuïda internacionament amb el títol en anglès d'Unstoppable) és una pel·lícula de thriller d'acció sud-coreana del 2018 escrita i dirigida per Kim Min-ho. És protagonitzada per Ma Dong-seok, Song Ji-hyo, Kim Sung-oh, Kim Min-jae, Park Ji-hwan i Bae Noo-ri. A la pel·lícula, un antic gàngster llegendari convertit en distribuïdor de marisc emprèn una croada per rescatar la seva dona d'una xarxa de tràfic de persones. S'ha doblat al català.
El rodatge principal va començar el 4 de maig de 2018 i es va acabar el 3 d'agost de 2018.
La pel·lícula es va estrenar el 22 de novembre de 2018.